# 江口秀人
江口 秀人（えぐち ひでと、1927年2月27日 - 2012年11月22日）は、日本の経営者。ヤマハ発動機社長、会長を務めた。長崎県長崎市出身。

## 来歴・人物
1953年に東京大学経済学部を卒業し、同年に日本楽器製造(現在のヤマハ)に入社した。1968年に取締役に就任し、1969年に常務、1980年1月に取締役を経て、1983年8月に社長に就任した。1994年4月に会長に就任し、1997年6月には顧問に就任。1980年7月から1981年5月までにヤマハ副社長と1992年2月から1993年6月までにヤマハ会長も務め、1995年からはヤマハ音楽振興会理事長も務めた。
1998年にフランスからレジオン・ド・ヌール勲章を受章。
2012年11月22日心不全のために死去。85歳没。